# Ambassade d'Algérie en république du Congo
L'ambassade d'Algérie en République du Congo est la représentation diplomatique de l'Algérie en République du Congo, qui se trouve à Brazzaville, la capitale du pays.

## Ambassadeurs d'Algérie en République du Congo
- Mohamed Benattou
- Larbi El Hadj Ali, depuis 2021
- Azeddine Riache, depuis 2023